# CATSHL-Syndrom
Das CATSHL-Syndrom, Akronym für englisch CAmptodactyly, Tall Stature (Skoliose) und Hearing Loss ist eine sehr seltene angeborene Erkrankung mit den namensgebenden Hauptmerkmalen.
Die Erstbeschreibung stammt aus dem Jahre 2006 durch die US-amerikanischen Humangenetiker Reha M. Toydemir, Anna E. Brassington, Pınar Bayrak-Toydemir und Mitarbeiter.

## Verbreitung
Die Häufigkeit wird mit unter 1 zu 1.000.000 angegeben, bislang wurde über etwa 30 Betroffene überwiegend in einer Familie berichtet. Die Vererbung erfolgt autosomal-dominant oder autosomal-rezessiv.

## Ursache
Der Erkrankung liegen Mutationen im FGFR3-Gen auf Chromosom 4 Genort p16.3 zugrunde, welches für den Fibroblasten-Wachstumsfaktor-Rezeptor kodiert, die Störung der Knorpelbildung ist gestört.
Das Syndrom kann zur Krankheitsgruppe der FGFR3-abhängigen Chondrodysplasie gezählt werden, in der neben dem CATSHL-Syndrom Achondroplasie, Hypochondroplasie, SADDAN-Dysplasie (Synonym: Achondroplasie, schwere – Entwicklungsverzögerung – Acanthosis nigricans) und Thanatophore Dysplasie zusammengefasst werden.

## Therapie
Bislang ist noch keine ursächliche Behandlung bekannt.